# Том Голд
Том Голд (англ. Tom Gauld, нар. 1976) — шотландський карикатурист та ілюстратор. Його стиль, які він сам визнає, відображає його прихильність до «сухої комедії, плоских діалогів, речей, що відбуваються за сценою, та вражаючих персонажів». Інші відзначають, що його творчість «поєднує пафос із фарсом»  і демонструє «невимушене зведення візуальних ключів до більш рудиментарного стилю малювання».

## Кар'єра
Голд найбільш відомий своїми книжками Goliath і Mooncop, а також колекціями односторінкових коміксів. Він також є автором низки книг меншого розміру, таких як Guardians of the Kingdom, Robots, Monsters etc., Hunter and Painter, та коміксу Move to the City, який щотижня виходив у лондонському Time Out у 2001–2002 роках.
Голд вивчав ілюстрацію в Единбурзькому коледжі мистецтв, де вперше почав «серйозно» малювати комікси  і Королівському коледжі мистецтв. У Королівському коледжі мистецтв він працював з подругою Сімон Ліа. Разом вони самостійно видавали комікси First і Second у своєму видавництві Cabanon Press, яке започаткували у 2001 році. (Пізніше обидва томи були опубліковані разом у Bloomsbury Publishing у 2003 році під назвою Both. )
У рамках комерційних проєктів Голд певний час займався анімацією; в інтерв'ю він прокоментував, що «комікси — це багато роботи, але анімація ... це занадто багато».
Його книги зараз публікує Drawn &amp; Quarterly, і також він регулярно створює карикатури та ілюстрації для The New Yorker (у тому числі обкладинки),  The New York Times, The Guardian і New Scientist.

## Вплив
В інтерв’ю 2011 року Голд перерахував своїх «героїв малювання»: це Вільям Гіт Робінсон, Ґері Ларсон, Роз Чест, Річард Макгвайр, Бен Катчор, Деніел Клоуз, Кріс Вер та Йохен Ґернер.

## Особисте життя
Голд виріс у сільській місцевості на півночі Шотландії  і зауважив, що завжди хотів займатися чимось творчим, пов’язаним із малюванням. Зараз він живе в Лондоні зі своєю дружиною, художницею Джо Тейлор, і своїми дітьми.
Хоча його книжка Goliath заснована на однойменній біблійній фігурі, сам Голд не є вірянином.